# Coleophora pseudosquamosella
Coleophora pseudosquamosella é uma espécie de mariposa do gênero Coleophora pertencente à família Coleophoridae.